# HMS Blankney (L30)
L'HMS Blankney va ser un destructor de classe Hunt de la Royal Navy i va ser el primer i fins ara l'únic vaixell de guerra que ha portat aquest nom e.
Se li va col·locar la quilla el 17 de maig de 1940 a John Brown & Company a Clydebank, Escòcia, avarat el 19 de desembre de 1940 i posat en servei l'11 d'abril de 1941.
El Blankney va ser un dels 33 destructors d'escorta de classe Hunt de tipus II. Els cascos d'aquest segon lot tenien una secció addicional que, amb l'augment de la mànega, donava estabilitat per a la instal·lació d'un tercer canó AA bessó de 4" tal com es va dissenyar originalment i més emmagatzematge per a càrregues de profunditat (augmentat de 40 a 110). La classe es va anomenar després de la caça de guineus; en el cas del Blankney, aquest era la Blankney Hunt, una manada de caça de guineus amb seu al districte de North Kesteven de Lincolnshire.
El 1942, el  govern britànic en temps de guerra va introduir una campanya d'estalvi nacional anomenada "Setmana dels vaixells de guerra" on les ciutats podien "adoptar" un vaixell de la Royal Navy. El Blankney va ser adoptat per Nantwich a Cheshire. La ciutat encara té dues carreteres amb el nom del destructor, Blankney Avenue i The Blankney. Hi ha una placa penjada al Saló Cívic, commemorant el suport de la ciutat a la tripulació.

## Historial de serveis

### 12è grup d'escorta
Des d'octubre de 1941 el Blankney va ser membre del 12è grup d'escorta amb seu a Derry, Irlanda del Nord. Al desembre va ser enviat per reforçar el grup de caça de submarins del comandant Johnny Walker que estava escortant el comboi HG 76 per passar a Gibraltar.
El 17 de desembre de 1942, el submarí alemany U-131 va ser vist a la superfície per un Martlet del 802 NAS que volia des del portaavions d'escorta Audacity i es va veure obligat a submergir-se. Després de ser danyat en un atac de càrrega de profunditat per la corbeta Pentstemon, l'U-131 va intentar escapar a la superfície. El Martlet el va ametrallar, però va ser abatut en el procés.
L'U-131 va ser bombardejat pels destructors d'escorta britànics Exmoor i Blankney , el destructor Stanley, els escortes Pentstemon i Stork. En adonar-se que la situació era desesperada, la tripulació va enfonsar el submarí. Els 47 membres de la tripulació van sobreviure i van ser fets presoners.
El 18 de desembre, el Stanley va veure l'U-434 a la superfície i el va perseguir. Quan el submarí va immergir, el Blankney va aconseguir un contacte ferm mitjançant l'ASDIC (sonar) i va fer tres atacs de càrregues de profunditat . L'U-434 va resultar greument danyat, però va aconseguir sortir a la superfície i permetre que la seva tripulació escapa abans d'enfonsar-se. El Blankney va rescatar la tripulació abans de tornar a Gibraltar per fer combustible.

### Combois àrtics
A principis de 1942 el Blankney estava en reparació a Gibraltar, va deixar Gibraltar el 23 de juny de 1942 cap al Regne Unit, abans de formar part de l'escorta del comboi àrtic WS 16. Més tard va proporcionar Distant Cover per al comboi rus PQ 17 i el convoi de retorn QP 13 de Murmansk a Islàndia. El juliol de 1942 el Blankney va ser danyat en una col·lisió i va passar tres mesos al nord de Rússia en reparació, abans de navegar des d'Arkhangelsk com a part de l'escorta del comboi QP 14.
Blankney va passar la resta de l'any en reparació a Loch Ewe amb un paper secundari per proporcionar una escorta local per al comboi JW 51B.

### Operacions a la Mediterrània
Durant l'operació Husky, el Blankney va poder proporcionar defensa aèria i bombardeig costaner a l'àrea de Bark East Landing amb un altre destructor, el Puckeridge.
El 10 de març de 1944 el Blankney, el Blencathra, el Brecon, l'Exmoor i el destructor nord-americà USS Madison, van enfonsar l'U-450 a la Mediterrània occidental al sud d'Ostia, a la posició 41° 11′ N, 12° 27′ E / 41.183°N,12.450°E, en un atac de càrregues de profunditat coordinat. Els 42 membres de la tripulació del submarí van ser rescatats i es van convertir en presoners de guerra.
La nit del 2 de maig de 1944, l'U-371 va ser descobert quan va sortir a la superfície gairebé al mig del comboi davant de Djidjelli a la costa algeriana i immediatament es va immergir. Quan l'u-boot va tornar a la superfície, va ser detectada per l'USS Menges, que es va tancar a 3.000 m (3.300 iardes). L'U-371 va disparar un torpede i després va immergir-se. El Menges va rebre l'impacte i el terç de popa del vaixell va ser destruït, però va romandre a flotació.
El Blankney en companyia dels destructors d'escorta estatunidencs USS Pride i USS Joseph E. Campbell, juntament amb els destructors d'escorta de la França Lliure Sénégalais i L'Alcyon , van ser encarregats de trobar l'U-371 i van emprar una nova tàctica de caça submarina anomenada "Swamp". Això va requerir que la ubicació d'un submarí conegut estigués ple de vaixells i aeronaus d'escorta, per buscar sistemàticament la zona, obligant l'u-boot a romandre submergit fins que les bateries o l'aire s'acabessin i es veiés forçat a sortir a la superfície.
L'U-371 es va estirar al fons del mar a uns 240 metres (790 peus) durant la resta del dia per evadir la detecció del sonar, abans que el comandant de l'U-boot es veiés obligat a sortir a la superfície i intentar escapar a la foscor. El Blankney i la resta d'escortes van veure el submarí i immediatament van obrir foc, anotant diversos cops. L'U-boot va tornar el foc i va aconseguir colpejar el Senegalais amb un torpede, causant alguns danys. La situació de l'U-371 era desesperada, ja que no va poder submergir-se i es va enfrontar a una potència de foc massivament superior dels destructors atacants. La majoria de la seva tripulació va saltar per la borda i van ser fets presoners.

### Dia D - 6 de juny de 1944
Durant l'Operació Neptú, el Blankney va ser membre de la Force K Gunfire Support Bombarding , assignat a "Gold Beach" durant l'operació dels desembarcaments aliats a Normandia.

### Fi de la guerra
Després de l'operació Neptú, el Blankney es va desplegar al Canal de la Mànega i al mar del Nord i als seus voltants per protegir-se de qualsevol intent d'e-boats o U-boats que posessin mines navals a l'estuari del Tàmesi. La seva guerra es va completar quan l'agost de 1945, després del dia del VJ, va tornar al Regne Unit on va ser tancada a Sheerness com a part de la flota de reserva.

## Destí
El Blankney va ser reformat després de VJ i va tornar al Regne Unit. El maig de 1946 va ser pagada i va entrar a la reserva a Devonport. El vaixell va tenir un altre reacondicionament el 1948 i després es va instal·lar a la flota de reserva a Sheerness. Durant 1952 es va traslladar a Hartlepool i es va donar l'aprovació perquè fos col·locat a la llista d'eliminació el 22 d'octubre de 1958. Hughes Bolckow el va vendre a BISCO per desballar-lo a Blyth i va ser remolcat a la drassana el 9 de març del mateix any. La seva insígnia encara es pot veure pintada al costat del mur del dic sec de Selborne a Simonstown, Sud-àfrica.

## Segell del Royal Mail
El 7 de setembre de 1989 es va emetre un segell de 22p amb la insígnia de vaixells (SG616)